# Vloeibare waterstof
Vloeibare waterstof (LH2 of LH2) is de vloeibare aggregatietoestand van diwaterstof (H2). Om als een vloeistof te kunnen bestaan moet H2 worden gekoeld tot de lage temperatuur van 20,28 K (−252,87°C). Vloeibare waterstof bestaat voor 99,79% uit parawaterstof en voor 0,21% uit orthowaterstof.

## Spin-isomeren van waterstof
Na productie bevindt vloeibare waterstof zich in een metastabiele toestand en moet worden omgezet in de isomere vorm parawaterstof vanwege de exotherme reactie die optreedt door de wijziging in vorm bij lage temperaturen. Hiervoor wordt een katalysator gebruikt zoals ijzer(III)oxide, actieve kool, geplatineerd asbest, uraniumverbindingen, chroom(III)oxide of sommige nikkelverbindingen.

## Opslag en vervoer
Vloeibare waterstof wordt gebruikt als een geconcentreerde vorm van waterstofopslag in waterstoftanks. Zoals bij elk gas neemt het opslaan als vloeistof minder ruimte in dan bij het opslaan als een gas bij normale temperatuur en druk. Vloeibare waterstof wordt opgeslagen in een dewarvat. Het afkoelen van waterstofgas tot vloeibare waterstof kost veel energie. Wanneer de vloeibare waterstof in een dewarvat is ingebracht, moet de temperatuur van het vat rond de 20 kelvin (-253,15 ℃) blijven, om zo te voorkomen dat de vloeibare waterstof weer verdampt.

### Problemen
Bij het opslaan en vervoer van waterstof bestaan de volgende problemen:
- Na veertien dagen vindt verdampingsverlies van waterstof plaats. Daardoor ontstaat er waterstofgas in het dewarvat en stijgt de druk in de tank. Als oplossing voor dit probleem wordt een gasventiel gebruikt dat de druk redelijk constant houdt.
- Het koel houden van de waterstof, rond de 20 kelvin, neemt veel energie van de brandstof voor zijn rekening. De benodigde energie komt overeen met een derde van de energie-inhoud in de tank.
- Waterstofgas is licht ontvlambaar, wat het gevaarlijk maakt om te vervoeren en op te slaan.

Door de eerste twee punten treedt energieverlies op.
Verder zit er een groot logistiek probleem aan het vervoer van vloeibare waterstof. Doordat waterstof een gekoelde tank nodig heeft, weegt deze veel meer dan normaal. Door dit extra gewicht wordt de actieradius van een waterstofauto minder.

### Koeling
Volgens de Joule-Thompsoncyclus wordt waterstofgas eerst samengedrukt en daarna afgekoeld in een warmtewisselaar. Het gekoelde gas stroomt daarna in een expansieturbine. Daar wordt het gas omgezet in een vloeistof.

## Toepassingen

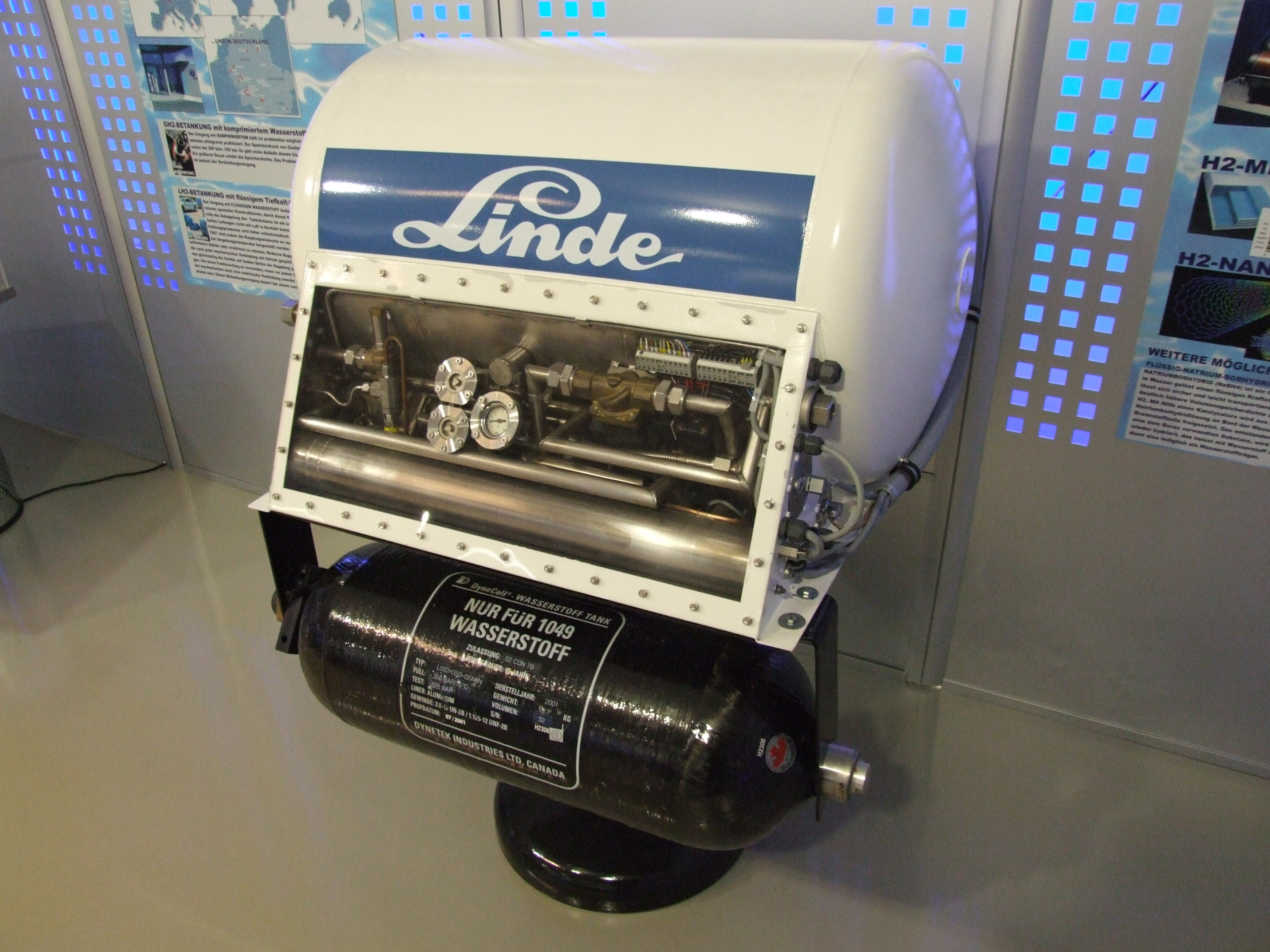
Opslagtank voor vloeibare waterstof

Vloeibare waterstof kan worden gebruikt als energieopslag en worden omgezet in de brandstof diwaterstof voor een verbrandingsmotor of brandstofcel. Diverse onderzeeboten (type 212-onderzeeër, type 214-onderzeeër) en concept-waterstofvoertuigen zijn gebouwd met behulp van deze vorm van waterstof, bijvoorbeeld de DeepC en de BMW H2R. Vanwege de overeenkomsten kunnen ontwerpers soms gewijzigde onderdelen en apparatuur gebruiken die zijn ontworpen voor lng. Vloeibare waterstof wordt ook gebruikt voor het koelen van neutronen om te worden gebruikt in neutronenverstrooiing. Aangezien neutronen en waterstofkernen een vergelijkbare massa hebben, is de uitwisseling van kinetische energie per interactie optimaal. Het wordt veel gebruikt als vloeibare raketbrandstof.
Waterstof is voor het gebruik als brandstof erg geschikt als het gaat om emissie. Bij het verbranden van waterstof ontstaat namelijk alleen water:
{\displaystyle {\ce {{2 H2}+ O2 -> 2 H2O}}}
Bij conventionele brandstoffen komen gassen en stoffen vrij die het broeikaseffect versterken, zoals koolstofdioxide en roet.
Door het aanpassen van de benzinemotor kan op vloeibare waterstof worden gereden. In plaats van autogas te verdampen, verdampt vloeibare waterstof. De motor moet worden aangepast omdat waterstofgas de metalen aantast. Ook qua verbranding verloopt het proces anders dan bij benzine.
Een tweede optie is de brandstofcel. De energie van waterstofgas wordt omgezet in elektriciteit om een elektromotor aan te drijven. De brandstofcel zou kunnen worden gebruikt bij het doseren van waterstofgas uit het dewarvat. De energie die vrijkomt bij de verbrandingsreactie van waterstof zou in een accu kunnen worden opgeslagen.
Een benzinemotor rijdt vrijwel hetzelfde op benzine als op waterstof. De prestaties van de motor blijven dezelfde, alleen loopt de motor minder zuinig. Dat komt vooral doordat de energie-inhoud van waterstof bijna 4 keer zo klein is als die van benzine. De dichtheid van benzine is 10 keer zo groot als die van waterstof, maar het dewarvat compenseert dit verschil in dichtheid. Een oplossing om de waterstofauto een grotere actieradius te geven zou een tank kunnen zijn van lichter materiaal.